# 테건 모스
티건 모스(Tegan Moss, 영어 발음: /ˈtiːɡən/, 1985년 2월 7일 ~ )는 캐나다의 배우이다. 제시 모스의 동생이다.
밴쿠버에서 태어났다.

## 영화
- 바이킹덤-신과의 전쟁 (2013년)
- 릴로이드 더 컨쿼러 (2011년) - 카산드라 역
- 세인트 클라우드 (2010년)
- 와일드 체리 (2009년)
- 뉴욕시: 토네이도 테러 (2008년)
- 프리 스타일 (2008년)
- 크리스마스 별장 (2008년)
- 디 아이 (2008년)
- 세븐틴 앤 미싱 (2007년)
- 화이트 노이즈 2 (2007년)
- 롭슨 암스 (2005년)
- 페어리테일 크리스마스 (2005년)
- 12마일 로드 (2003년)
- 꼬마 유령 캐스퍼 4 - 크리스마스 소동 (2000년)
- 더 길티 (2000년)
- 엔젤 오브 펜실베니아 애브뉴 (1996년)